# 25554 Jayaranjan
25554 Jayaranjan (tên chỉ định: 1999 XG169) là một tiểu hành tinh vành đai chính. Nó được phát hiện bởi dự án Nghiên cứu tiểu hành tinh gần Trái Đất Lincoln ở Socorro, New Mexico, ngày 10 tháng 12 năm 1999. Nó được đặt theo tên Nirusan Jayaranjan, a Canadian high school student whose electrical và mechanical engineering project won second place ở the 2009 Giải thưởng Khoa học và Kỹ thuật Intel.